# Parastenocaris texana
Parastenocaris texana är en kräftdjursart som beskrevs av Charles Otis Whitman 1984. Parastenocaris texana ingår i släktet Parastenocaris och familjen Parastenocarididae. Inga underarter finns listade i Catalogue of Life.